# سوسرا (آزادشهر)
سوسرا (آزادشهر)، روستایی از توابع بخش چشمه‌ساران شهرستان آزادشهر در استان گلستان ایراناست.
همچنین جنگل سوسرا یکی از مناطق پر بازدید و جاذبه گردشگری است. ازگیل  و  ولیگ از میوه های این روستا هستند.

## جمعیت
این روستا در دهستان خرمارود جنوبی قرار دارد و براساس سرشماری مرکز آمار ایران در سال ۱۳۸۵، جمعیت آن ۹۲۹ نفر (۲۲۶خانوار) بوده‌است.